# Gerichtsbezirk Rumburg
Der Gerichtsbezirk Rumburg (tschechisch: soudní okres Rumburk) war ein dem Bezirksgericht Rumburg unterstehender Gerichtsbezirk im Kronland Böhmen. Er umfasste Gebiete im Böhmischen Niederland im Okres Děčín. Zentrum des Gerichtsbezirks war die Stadt Rumburg (Rumburk). Das Gebiet gehörte seit 1918 zur neu gegründeten Tschechoslowakei und ist seit 1991 Teil der Tschechischen Republik.

## Geschichte
Die ursprüngliche Patrimonialgerichtsbarkeit wurde im Kaisertum Österreich nach den Revolutionsjahren 1848/49 aufgehoben. An ihre Stelle traten die Bezirks-, Landes- und Oberlandesgerichte, die nach den Grundzügen des Justizministers geplant und deren Schaffung am 6. Juli 1849 von Kaiser Franz Joseph I. genehmigt wurde. Der Gerichtsbezirk Rumburg gehörte zunächst zum Kreis Leitmeritz und umfasste 1854 die neun Katastralgemeinden Altdaubitz, Niederehrenberg, Oberhennersdorf, Khaa, Rumburg, Schönborn, Schönbüchel, Schönlinde und Wolfsberg. Der Gerichtsbezirk Rumburg bildete im Zuge der Trennung der politischen von der judikativen Verwaltung ab 1868 gemeinsam mit dem Gerichtsbezirk Warnsdorf (Varnsdorf) den Bezirk Rumburg. Der Gerichtsbezirk Warnsdorf wurde jedoch 1908 als eigenständiger Bezirk vom Bezirk Rumburg abgespalten.
Im Gerichtsbezirk Rumburg lebten 1869 26.995 Menschen, 1900 waren es 29.400 Personen. Der Gerichtsbezirk Rumburg wies 1910 eine Bevölkerung von 29.817 Personen auf, von denen 29.220 Deutsch und 71 Tschechisch als Umgangssprache angaben. Im Gerichtsbezirk lebten zudem 526 Anderssprachige oder Staatsfremde.
Durch die Grenzbestimmungen des am 10. September 1919 abgeschlossenen Vertrages von Saint-Germain kam der Gerichtsbezirk Rumburg vollständig zur neugegründeten Tschechoslowakei, wobei die Gerichtseinteilung bis 1938 im Wesentlichen bestehen blieb. Nach dem Münchner Abkommen wurde das Gebiet dem Landkreis Rumburg bzw. dem Sudetenland zugeschlagen und wurde nach dem Zweiten Weltkrieg Teil des Okres Děčín, zu dem es bis heute gehört. Nachdem die Bezirksbehörden im Zuge einer Verwaltungsreform 2003 ihre Verwaltungskompetenzen verloren, werden diese von den Gemeinden bzw. dem Ústecký kraj wahrgenommen, zudem das Gebiet um Rumburk seit Beginn des 21. Jahrhunderts mit anderen Bezirken zusammengefasst wurde.

## Gerichtssprengel
Der Gerichtssprengel umfasste 1910 die neun Gemeinden Altdaubitz (Stará Doubice), Khaa (Kyjov), Niederehrenberg (Dolní Křečany), Oberhennersdorf (Horní Jindřichov), Rumburg (Rumburk), Schönborn (Studánka), Schönbüchel (Krásný Buk), Schönlinde (Krásná Lípa) und Wolfsberg (Vlčí Hora).